# 도피 (음악 그룹)
도피는 대한민국의 록 밴드다. 2018년 싱글 [해일 (海日)]로 데뷔했다.

## 경력
- ‘2018 라이징스타를 찾아라’ Top15 (2018)

## 음반
- 해일 (海日) (2018)
- 실수 (2019)